# Estação Kida

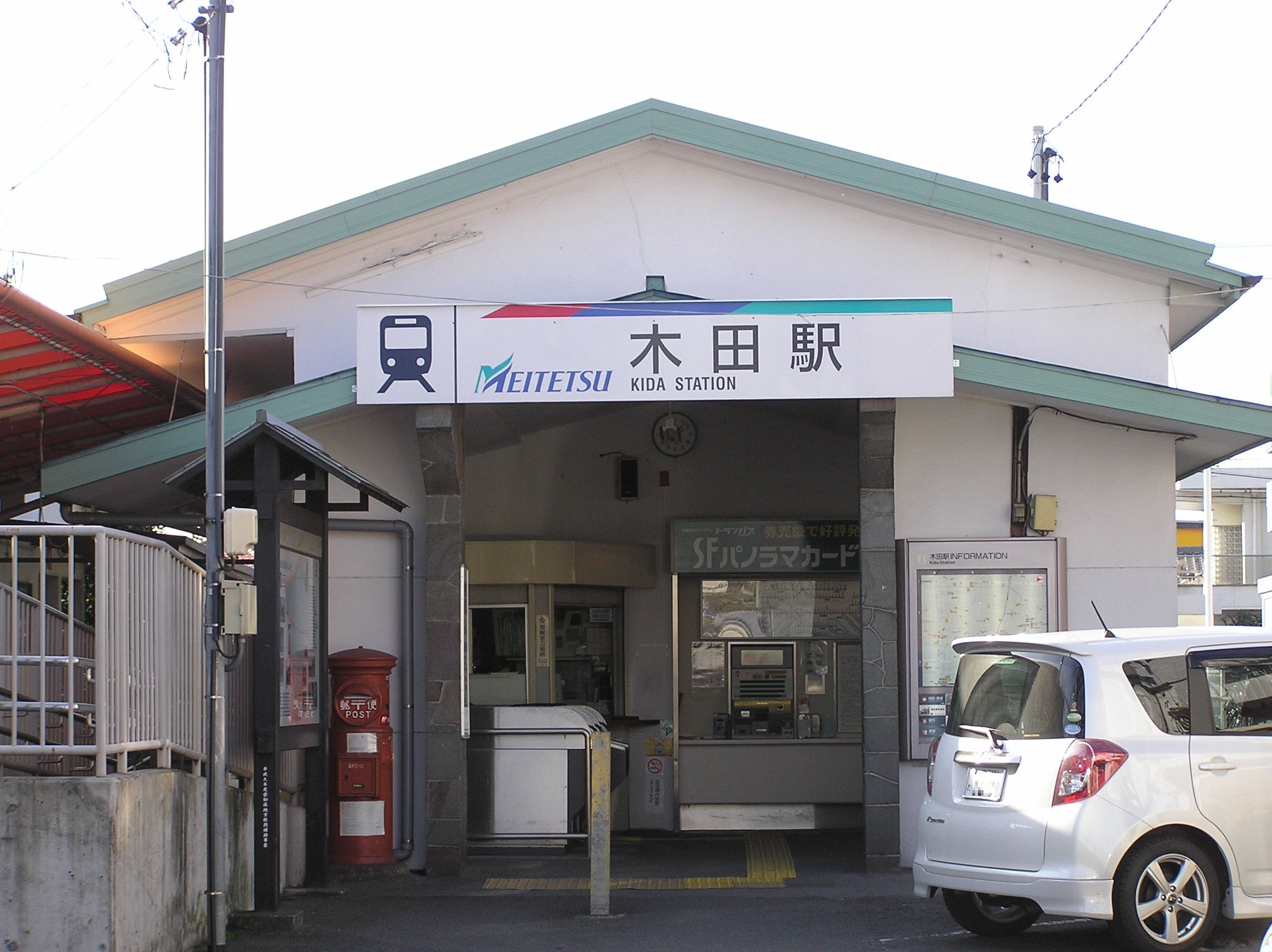
Estação Kida

A Estação Kida (木田駅, Kida-eki) é uma estação férrea japonesa localizada em Ama, província de Aichi. É operada pela Meitetsu.
Foi inaugurada em 23 de Janeiro de 1914.

## Linhas
- Meitetsu
  - Linha Meitetsu Tsushima

## Plataformas
A estação Kida possui duas plataformas laterais. São elas:
- 1     ■  Linha Tsushima   Para Tsushima e Yatomi

- 2     ■  Linha Tsushima   Para  Sukaguchi, Meitetsu-Nagoya, Higashi-Okazaki e Ōtagawa